# Tlaxcoapan
Tlaxcoapan è un comune del Messico, situato nello stato di Hidalgo.